# Грейсвілл (Флорида)
Грейсвілл (англ. Graceville) — місто (англ. city) в США, в окрузі Джексон штату Флорида. Населення — 2153 особи (2020).

## Географія
Грейсвілл розташований за координатами 30°57′37″ пн. ш. 85°30′46″ зх. д. / 30.96028° пн. ш. 85.51278° зх. д. (30.960272, -85.512828).  За даними Бюро перепису населення США в 2010 році місто мало площу 11,43 км², з яких 11,15 км² — суходіл та 0,28 км² — водойми.

## Демографія
Згідно з переписом 2010 року, у місті мешкало 2278 осіб у 851 домогосподарстві у складі 496 родин. Густота населення становила 199 осіб/км².  Було 990 помешкань (87/км²).
Расовий склад населення:
| - 70,5 % — білих - 24,3 % — чорних або афроамериканців - 0,5 % — корінних американців - 0,2 % — азіатів - 0,1 % — вихідців з тихоокеанських островів - 1,8 % — осіб інших рас |

До двох чи більше рас належало 2,6 %. Частка іспаномовних становила 4,2 % від усіх жителів.
За віковим діапазоном населення розподілялося таким чином: 20,0 % — особи молодші 18 років, 60,2 % — особи у віці 18—64 років, 19,8 % — особи у віці 65 років та старші. Медіана віку мешканця становила 34,6 року. На 100 осіб жіночої статі у місті припадало 88,3 чоловіків;  на 100 жінок у віці від 18 років та старших — 81,8 чоловіків також старших 18 років.
Середній дохід на одне домашнє господарство  становив 35 884 долари США (медіана — 29 234), а середній дохід на одну сім'ю — 41 993 долари (медіана — 38 021). Медіана доходів становила 25 694 долари для чоловіків та 25 375 доларів для жінок. За межею бідності перебувало 30,5 % осіб, у тому числі 39,7 % дітей у віці до 18 років та 37,6 % осіб у віці 65 років та старших.
Цивільне працевлаштоване населення становило 968 осіб. Основні галузі зайнятості: освіта, охорона здоров'я та соціальна допомога — 25,1 %, мистецтво, розваги та відпочинок — 15,7 %, роздрібна торгівля — 12,1 %, публічна адміністрація — 11,9 %.